# Lily Serna
Lily Serna (nacida el 5 de julio de 1986 en Jerusalén) es una matemática y presentadora de televisión australiana,  conocida por presentar conjuntamente el programa de juegos de la SBS Letters and Numbers (2010-2012) y el programa de cocina Destination Flavour (2012 − presente).

## Educación
Nacida en Jerusalén, Serna asistió a Cheltenham Girls 'High School en Sídney , Australia, y se graduó de la Universidad de Tecnología Sídney en 2009, con una Licenciatura en Matemáticas y Finanzas y una Licenciatura en Estudios Internacionales. En agosto de 2010, comenzó a copresentar Letters and Numbers como el gurú aritmético del programa, mientras completaba los honores de estudiar a tiempo parcial en matemáticas con aplicaciones en biología, observando los efectos de las inundaciones en el río Fitzroy y La Gran barrera de coral. En agosto de 2012, fue nombrada Embajadora de Numeración para la Semana Nacional de la Alfabetización y la Numeración, y en septiembre fue miembro de la Junta del Instituto Australiano de Ciencias Matemáticas. Serna pretende completar un Ph.D. en ciencia ambiental.